# Pongrácz György
Pongrácz György (Mende, 1939. november 26. – 2001. augusztus 11.) magyar élsportoló, újságíró.

## Életpálya

### Sportolóként
1950 és 1955 között a Budapesti Lokomotív labdarúgója volt. 1955 és 1965 között a Budapesti Spartacus asztaliteniszezője volt. 1962 és 1965 között tagja volt a magyar asztalitenisz válogatott keretnek is.

### Újságíróként
Már sportolóként adott híreket, írt tudósításokat. Elvégezte a Budapesti Közgazdaság-tudományi Egyetemet.  Publikációi a Magyar Ifjúság sportrovatában, az Esti Hírlapban és a Népsportban jelentek meg. 1968-ban a Közgazdász című egyetemi lap munkatársa, majd helyettes szerkesztője, 1971-től pedig a Népszabadság belpolitikai, majd gazdaságpolitikai rovatnának munkatársa, Borsodi és Heves megyei tudósító. 1981-től a Műszaki Élet főszerkesztője, 1984-től az Autó-Motor szerkesztőségét irányította 1990-ig.  Ezután könyvkiadással foglalkozik.

## Írásai
- Pongrácz György–Kincses György: Ferde fák. Tichy Lajos életregénye; Zrínyi, Bp., 1971
- Negyedszázad piros-fehérben. Tichy Lajos életregénye; Zrínyi, Bp., 1977
- Szikrázó cipők. Tichy Lajos életregénye; átdolg., bőv. kiad.; Sportpropaganda, Bp., 1982
- Puha vagy, Jenő!; Népszava, Bp., 1984
- A Bamba. Minden idők legnagyobb gólkirályáról. Deák Ferenc életregénye; SZAC, Szentlőrinc, 1992 ISBN 9630292653
- Egy élet zöldfehérben; Pilvax, Bp., 1995
- Dénes Tamás–Pongrácz György: Bírókirályok avagy A síp művészei; Mécs, Bp., 1997  ISBN 963-79-74-33-4
- Szikrázó cipők. Az ötszörös gólkirály – Tichy; átdolg., bőv. kiad.; Harang, Bp., 2000